# Estadio José María Moraños

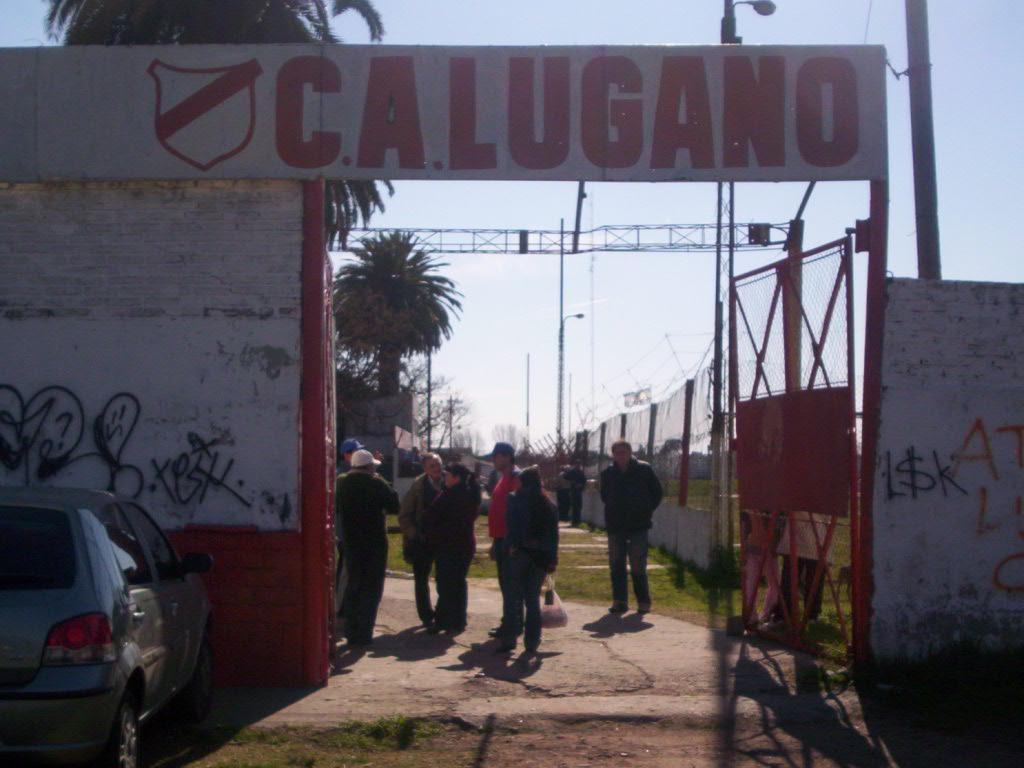
Entrada Principal del Club Atlético Lugano

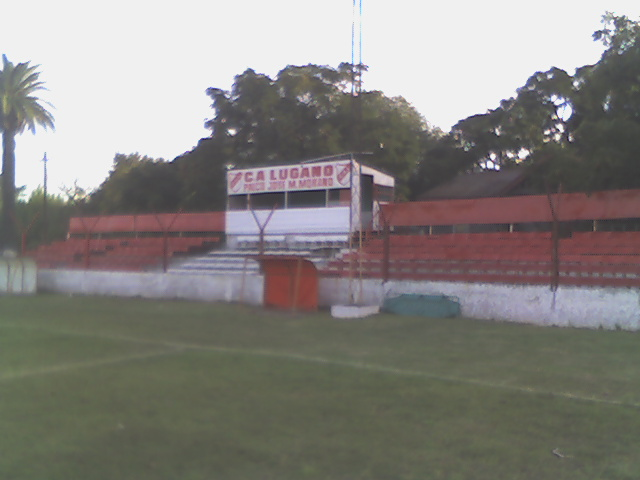
Platea del Club Atlético Lugano

El estadio José María Moraños es un estadio de fútbol propiedad del Club Atlético Lugano. Está situado en la localidad de Tapiales, detrás de la estación de trenes del Ferrocarril Belgrano Sur. 
El campo de juego principal tiene una dimensión de 100 x 68, en tanto que el campo de juego auxiliar ubicado detrás del arco que da al Mercado Central mide 90 x 62. 
Las ubicaciones para el público están divididos en tres sectores.
- Sector popular local: Por el momento no posee tribuna popular local de material, lo que si posee son taludes de tierras detrás del arco que da a Av. Crovara con capacidad para 300 personas.

- Sector popular visitante: Actualmente al no haber público visitante este sector es designado para la delegación visitante. Posee una pequeña tribuna de cemento en el sector visitante con capacidad para 300 personas además tiene alrededor de esta taludes de tierras que son usadas como tribuna y completando este sector tiene habilitada una capacidad para 800 personas.

- Sector platea: Posee una platea que alberga 300 personas. Al costado derecho de la misma hay capacidad para unas 100 personas más en el alambrado.

Hasta el momento la cancha tiene habilitada una capacidad para 1500 personas aproximadamente
En un plazo medio se realizaría una tribuna de cemento que estaría ubicada arriba de los futuros nuevos vestuarios de la cancha auxiliar ubicada detrás del arco que da a la Au. Riccheri con capacidad de 600 personas aproximadamente.